# ليونارد ليشينغ
ليونارد ليشينغ (بالإنجليزية: Leonard Leisching) (مواليد 11 سبتمبر 1934) هو ملاكم جنوب أفريقي، مثّل بلاده في الألعاب الأولمبية الصيفية في دورتي 1952 و1956.

## روابط خارجية
ليونارد ليشينغ على موقع أوليمبيديا (الإنجليزية)